# Eduard Artjomowitsch Markarow
Eduard Artjomowitsch Markarow (russisch Эдуард Артёмович Маркаров; armenisch Էդուարդ Արտյոմի Մարգարով; * 20. Juni 1942 in Baku, Aserbaidschanische SSR, Sowjetunion) ist ein ehemaliger armenischer Fußballspieler und -trainer.

## Leben und Karriere
Der in Baku geborene Markarow begann bei Lokomotive Baku das Fußballspielen, bevor er 1959 zu Torpedo Armawir wechselte. Auch sein Vater Artjom Markarow war bereits Fußballspieler.
1961 wurde Eduard Markarow schließlich vom großen Club Neftschi Baku (bis 1968 trug der Verein noch den Namen Neftjanik Baku) verpflichtet, wohin er von Trainer Boris Arkadjew geholt wurde. Dort verblieb der Stürmer bis zur Saison 1970 und absolvierte insgesamt 251 Ligaspiele für seinen Club, in denen er 88 Tore schoss. Auch in der sowjetischen Nationalmannschaft absolvierte er einige Spiele, so gehörte er etwa zum sowjetischen Aufgebot bei der Fußball-Weltmeisterschaft 1966 in England. Anschließend wechselte er 1971 Markarow zu Ararat Jerewan nach Armenien. Mit Ararat konnte er in der Saison 1973 den bisher größten Erfolg der Vereinsgeschichte feiern, den Gewinn des sowjetischen Doubles (Sowjetischer Meistertitel und Sowjetischer Pokalgewinn). Dafür wurde er noch im selben Jahr mit dem sowjetischen Ehrentitel Verdienter Meister des Sports der UdSSR ausgezeichnet. Beim Europapokal der Landesmeister 1974/75 war er zusammen mit Gerd Müller Torschützenkönig.
Nachdem er mit Ararat 1975 noch einmal den sowjetischen Pokal gewonnen hatte, beendete er seine aktive Fußballerkarriere. Noch heute liegt er mit insgesamt 129 Toren gemeinsam mit Awtandil Gogoberidse auf dem vierten Platz der erfolgreichsten Torschützen der ehemaligen sowjetischen Liga.
Von 1976 bis 1977 und von 1984 bis 1985 war Markarow als Trainer seines alten Clubs Ararat Jerewan tätig. Von 1986 bis zur Auflösung der Sowjetunion 1991 betreute er schließlich die sowjetische Jugendnationalmannschaft als Assistenztrainer.
Anschließend trainierte er den Verein Malatia Jerewan und von 1992 bis 1994 auch die armenische Nationalmannschaft. Nach einem Intermezzo bei Erebuni Jerewan ging er 1996 für drei Jahre in den Libanon, wo er Homenmen Beirut trainierte – einen Verein der armenischen Minderheit in Beirut, wo zuvor auch schon sein alter Mannschaftskollege Arkadi Andreasjan gewirkt hatte. 2000 ging er zurück nach Armenien und trainierte dort bis 2002 MIKA Aschtarak. Nach einer längeren Pause übernahm er 2008 bis 2010 noch einmal das Traineramt, diesmal bei Kilikia Jerewan und im Jahr 2011 ein weiteres Mal bei MIKA Aschtarak.